# 河合英敏
河合 英敏（かわい ひでとし、1972年12月6日 - ）は日本の化学者。専門は超分子化学、構造有機化学。学位は、理学博士（北海道大学）。2019年4月から東京理科大学理学部第一部化学科教授。

## 概要
主に分子認識や高歪み化合物、π共役分子、レセプター分子等の機能性分子についての研究を行っている。特に外部刺激による動的構造の制御や環境変化に基づく動的な構造制御が専門である。具体的な研究対象としている分子として、アロステリック会合を利用した超分子ポリマーや水素結合ネットワーク素材としての縮環マロナミド、新奇超分子モチーフとしてのヒドリンダセン分子が挙げられる。

## 来歴
1995年3月 北海道大学 理学部 化学第二学科 卒業
1997年3月 北海道大学 大学院理学研究科 化学専攻 修士課程 修了
1998年4月 - 2000年3月 日本学術振興会特別研究員（DC2）
2000年3月 北海道大学 大学院理学研究科 化学専攻 博士後期課程 単位取得退学
2000年4月 北海道大学 大学院理学研究科 化学専攻 助手（有機反応論研究室）
2000年6月 博士（理学、北海道大学）学位取得（有機反応論研究室 辻 孝 教授）
　　　 学位論文題目「[1.1]パラシクロファンの速度論的安定化とその構造、物性、反応性の解析」
2003年4月 北海道大学 大学院理学研究科 化学専攻 助手（有機化学第一研究室）
2007年4月 - 2011年3月 北海道大学 大学院理学研究院 化学部門 助教（改組）
2007年10月 - 2011年3月 科学技術振興機構さきがけ「構造制御と機能」研究員（兼任）
2011年4月 東京理科大学 理学部第一部化学科 准教授
2013年4月 - 2018年3月 東京理科大学 総合研究機構 分子連関相乗系研究部門（兼務）
2019年4月 東京理科大学 理学部第一部化学科 教授

## 受賞歴
1998年 8月 第9回新奇芳香族化合物国際会議（ISNA-9） ポスター賞
　　　　「[1.1]Paracyclophane: Kinetic Stabilization, Structure and Properties」
2004年10月 積水化学 自然に学ぶものづくり 助成プログラム奨励賞
　　　　　　「タンパクの高次構造形成に学ぶアロステリック超分子ポリマーの開発」
2008年 1月 平成19年度 日本化学会北海道支部奨励賞
　　　　　　「新規超分子モチーフとしてのヒドリンダセン分子の機能開発」
2008年 3月 第57回 日本化学会進歩賞
　　　　　　「特異な結合性や集合特性を有する新奇芳香族化合物に関する研究」